# Teleilat Ghassul
Teleilat Ghassul ist eine archäologische Stätte im heutigen Jordanien etwa 75 km nordöstlich des Toten Meeres. Hier konnten Reste einer Siedlung des fünften und vierten vorchristlichen Jahrtausends ausgegraben werden. Nach diesem Ort wird die kupfersteinzeitliche Kultur des Ghassulien benannt.
Teleilat Ghassul wurde in den 1920er Jahren von Alexis Mallon vom Pontificio Istituto Biblico untersucht. Weitere Ausgrabungen fanden in den letzten Jahren durch Stephen Bourke der University of Sydney statt.
Es konnten neun Schichten unterschieden werden. Es fanden sich große, rechteckige Häuser. Diese hatten Steinfundamente und Lehmwände. Sie bestanden meist aus einem Hauptraum, ein oder zwei kleineren Nebenräumen und einem ummauerten Hof. Eine Besonderheit sind zahlreiche gut erhaltene Wandmalereien, die in das vierte vorchristliche Jahrtausend datieren. Die Darstellung einer großen Sonne (oder eines Sternes) mag auf einen Sonnenkult deuten. 
Zu den Pflanzenfunden gehören Oliven und Datteln. Rinder, Schafe und Ziegen sind belegt. Knochen von eher alten Tieren deuten an, dass diese nicht nur wegen des Fleisches, sondern auch wegen der Milch gehalten wurden. Die Keramik ist einfach und nur sparsam bemalt. Es fanden sich vereinzelte Kupferobjekte. Steinwerkzeuge fanden sich in großer Zahl.